# Verwaltungsakademie des Bundes
Die Verwaltungsakademie des Bundes (VAB) ist die zentrale Aus- und Weiterbildungseinrichtung für den öffentlichen Dienst in Österreich. Seit 2024 befindet sich der Schulungsbetrieb, sowie die Verwaltung der VAB im T-Center am Rennweg 97–99, im 3. Wiener Gemeindebezirk.
Das Bildungsprogramm der Verwaltungsakademie umfasst zum einen die Einstiegsausbildung (Grundausbildung) für Mitarbeiter und Mitarbeiterinnen des öffentlichen Dienstes und Einstiegskurse für Lehrlinge in der öffentlichen Verwaltung. Zum anderen bietet die Verwaltungsakademie ein Weiterbildungsprogramm aus Seminaren, Lehrgängen und Diplomen aus unterschiedlichen Fachbereichen an.
Auch Angehörige der Landes- und Gemeindeverwaltungen und Interessenten aus der Privatwirtschaft können das Bildungsangebot nutzen. Die Akademie ist ein Teil des Bundesministeriums für Kunst, Kultur, öffentlichen Dienst und Sport; die zuständige Organisationseinheit ist die Abteilung III/6, unter der Leitung von Mag.a Petra Dietrich, BA.

## Geschichte

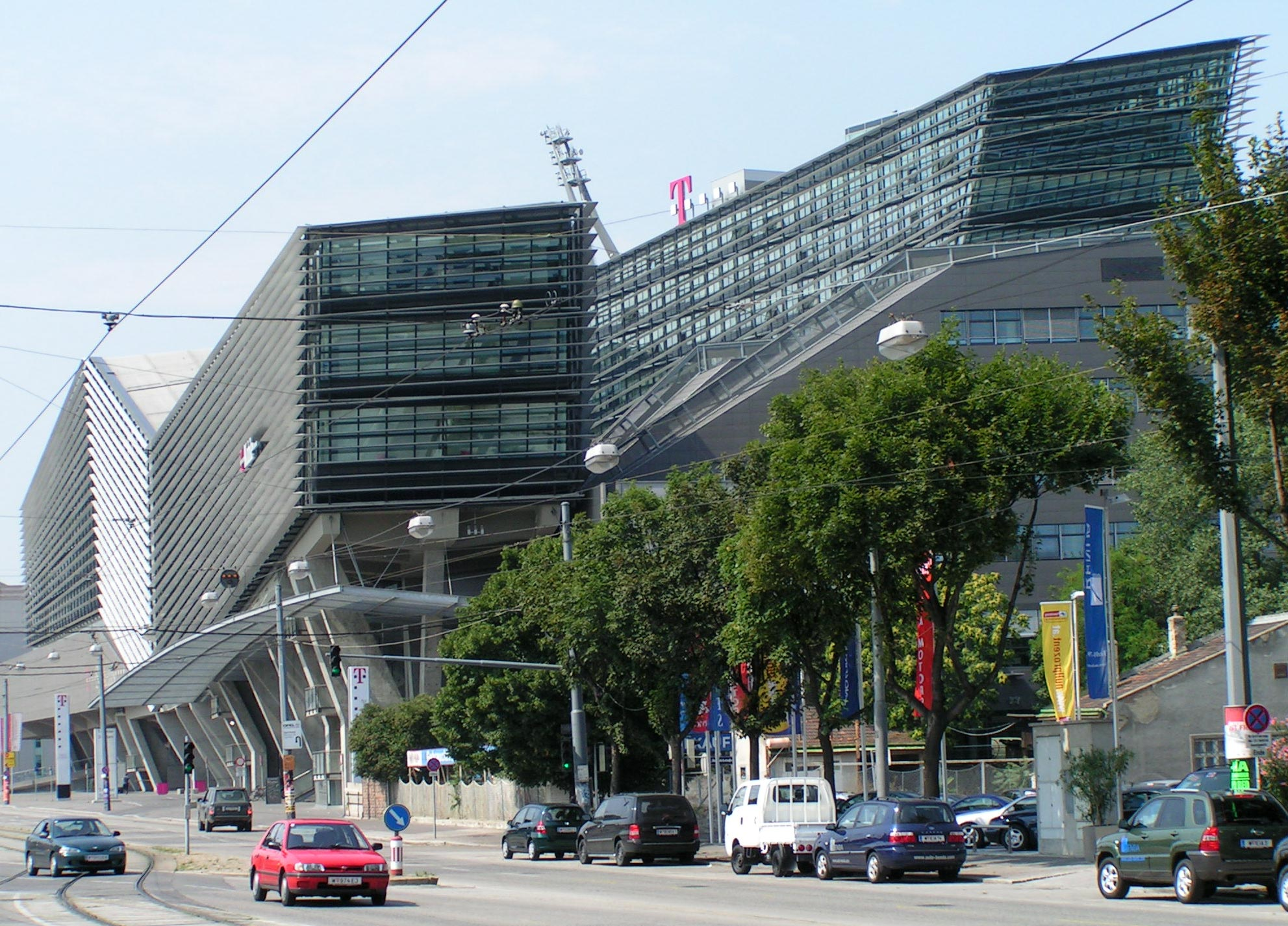
Die Verwaltungsakademie des Bundes befindet sich seit 2024 im T-Center am Rennweg.

Die Verwaltungsakademie wurde 1976 gegründet und hatte über 40 Jahre ihren Sitz im vom Schloss Laudon in im Westen Wiens. Im Jahr 2024 übersiedelte die Einrichtung an einen modernisierten Standort, ins T-Center am Rennweg.
Mehr als 15.000 Teilnehmende nutzen das Bildungsangebot der VAB. Neben den Einstiegsausbildungen umfasst das Kursprogramm 6 Fachbereiche mit 29 Themengebieten. Jedes Jahr gibt es zudem inhaltliche Schwerpunkte.
Die Fachbereiche umfassen folgende Themen:
Kommunikation & Gesundheit
- Medien und Öffentlichkeitsarbeit
- Präsentation und Rhetorik
- Selbstmanagement und Gesundheit
- Team- und Konfliktmanagement

Public Management & Governance
- Compliance und Integrität
- Controlling und Risikomanagement
- Digital Governance
- Europa und Internationales
- Innovation
- Public Finance und Wirtschaftspolitik
- Wirkungsorientierung
- Sustainability und weitere aktuelle Themen

Leadership & Coaching
- Coaching
- Führung

Recht & Legistik
- Beschaffung und Vergabe
- Datenschutz
- Dienstrecht
- Europarecht
- Gleichbehandlungsrecht
- Legistik und Verfahren

Personal & Organisation
- Gleichstellung, Diversität und Inklusion
- Lehrlingsausbilder:innen
- Personalmanagement
- Projektmanagement und Organisationsentwicklung
- Qualitäts-, Prozess- und Wissensmanagement

Sprachen & Digitale Anwendungen
- Digitale Barrierefreiheit
- Englisch
- Französisch
- IT und verwaltungsspezifische Anwendungen